# Esaú e Jacó

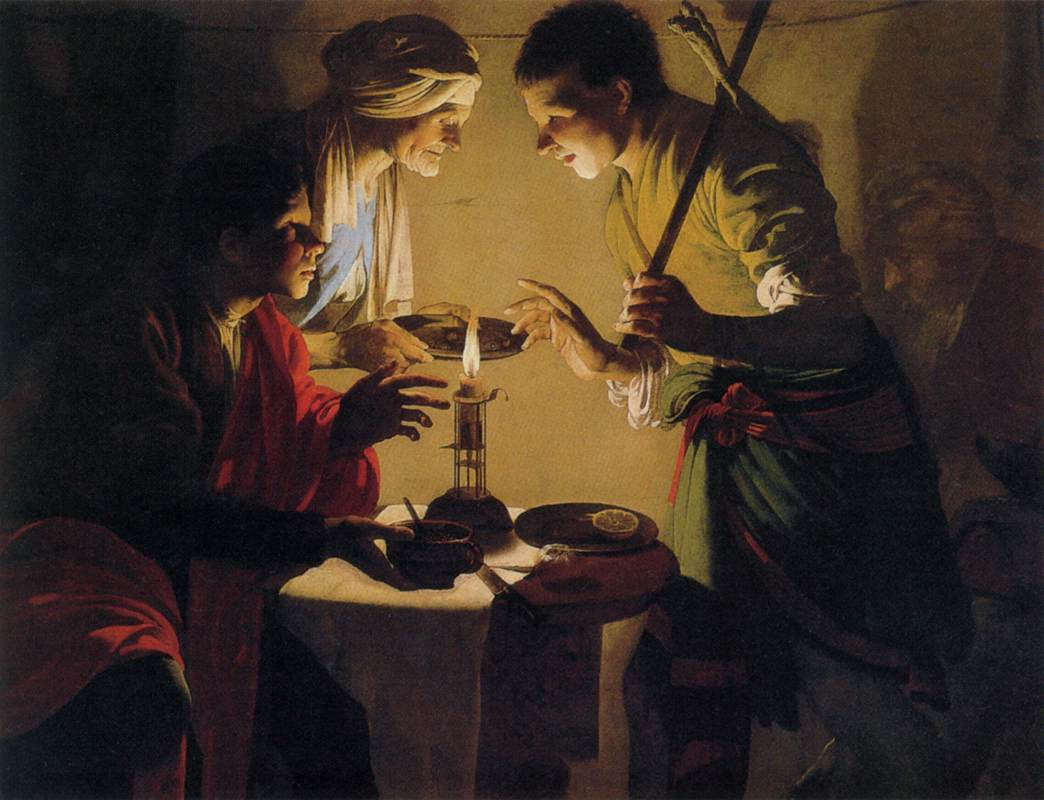
Hendrick ter Brugghen, Esaú vendendo seu direito de primogenitura, c. 1627.

O livro bíblico do Gênesis fala da relação entre os gêmeos fraternos Esaú e Jacó, filhos de Isaque e Rebeca. A história se concentra na perda de Esaú de seu direito de primogenitura para Jacó e no conflito que se seguiu entre suas nações descendentes por causa do engano de Jacó a seu pai idoso e cego, Isaque, a fim de receber a bênção / direito de primogenitura de Esaú de Isaque.
Esse conflito era paralelo ao afeto que os pais tinham por seu filho favorito: "Isaque, que gostava de caça selvagem, amava Esaú, mas Rebeca amava Jacó". Já desde a concepção, seu conflito foi prenunciado: "E as crianças lutaram juntas dentro dela; e ela disse: Se é assim, por que estou assim? E foi consultar o Senhor. E o Senhor disse para ela, Duas nações estão em teu ventre e dois tipos de pessoas serão separadas de tuas entranhas; e um povo será mais forte do que o outro; e o mais velho servirá ao mais jovem".
Gênesis 25:26 afirma que Esaú nasceu antes de Jacó, que saiu segurando o calcanhar de seu irmão mais velho como se estivesse tentando puxar Esaú de volta ao útero para que ele pudesse ser o primogênito. O nome Jacó significa que ele agarra o calcanhar, uma expressão idiomática hebraica para comportamento enganoso.

## Direito de primogenitura

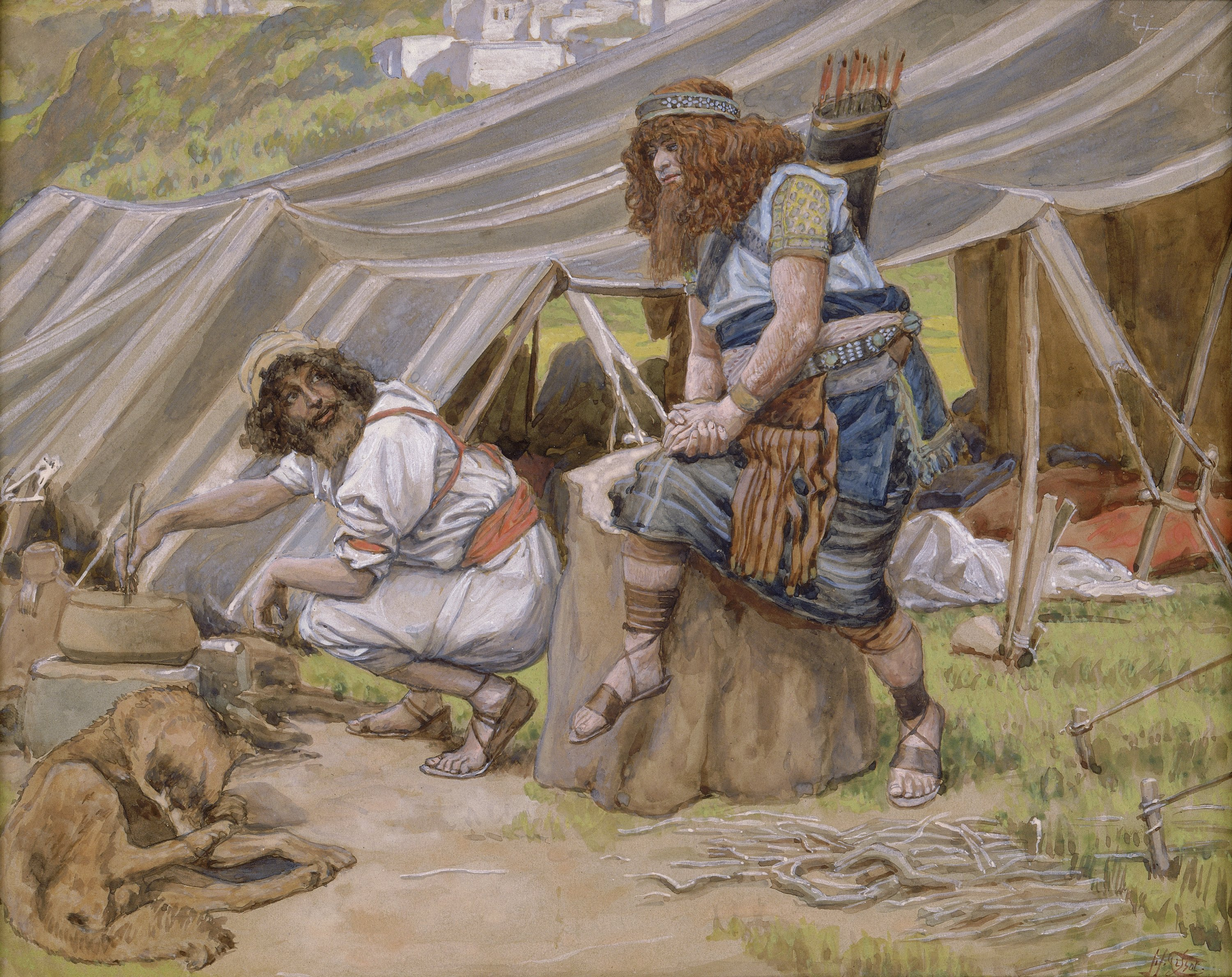
The Mess of Pottage (aquarela por volta de 1896–1902 de James Tissot)

Em Gênesis, Esaú voltou para seu irmão, Jacó, passando fome dos campos. Ele implorou a seu irmão gêmeo que lhe desse um  "guisado vermelho" (semelhante ao seu apelido, hebraico: אדום, adom, que significa "vermelho"). Jacó ofereceu dar a Esaú uma tigela de ensopado em troca de seu direito de primogenitura (o direito de ser reconhecido como primogênito) e Esaú concordou.
O direito de primogenitura (bekorah) tem a ver com posição e herança. Por direito de primogenitura, o filho primogênito herdaria a liderança da família e a autoridade judicial do patriarcado sobre a clã. Deuteronômio 21:17 afirma que ele também tinha direito a uma porção dobrada da herança paterna.
Na interpretação de Daniel J. Elazar, Esaú age impulsivamente: “Esaú demonstra que não merece ser aquele que continua com as responsabilidades e recompensas de Abraão sob a aliança de Deus, visto que ele não tem as qualidades firmes e atenciosas que são exigidas. Jacó mostra sua disposição, bem como sua maior inteligência e premeditação ... O que ele faz não é muito honrado, embora não seja ilegal. O título que ele ganha é pelo menos parcialmente válido, embora ele seja inseguro o suficiente para conspirar mais tarde com sua mãe para enganar seu pai a fim de obter a bênção para o primogênito também".
Mais tarde, Esaú se casou com duas esposas, ambas mulheres hititas, isto é, locais, em violação à injunção de Abraão (e de Deus) de não tomar esposas entre a população cananéia. Novamente, temos a sensação de uma pessoa obstinada que age impulsivamente, sem pensar o suficiente. Seu casamento é descrito como um aborrecimento tanto para Rebeca quanto para Isaque. Até seu pai, que tem grande afeição por ele, fica magoado com seu ato. De acordo com Daniel J. Elazar esta ação por si só exclui para sempre Esaú como o portador da continuidade patriarcal. Esaú poderia ter vencido a venda de seu direito de primogenitura; Isaac ainda estava preparado para dar-lhe a bênção devida ao primogênito. Mas adquirir esposas estrangeiras significava o desligamento de seus filhos da linha abraâmica. Apesar do engano por parte de Jacó e sua mãe para obter a bênção patriarcal de Isaque, a vocação de Jacó como herdeiro legítimo de Isaque na fundação contínua do povo judeu é reafirmada.
Elazar sugere que a Bíblia indica que uma pessoa inteligente e calculista, mesmo que às vezes não seja honesta, é preferível como fundador a uma pessoa que blefa e é impulsiva, que não pode fazer escolhas discriminatórias. 

## Reconciliação

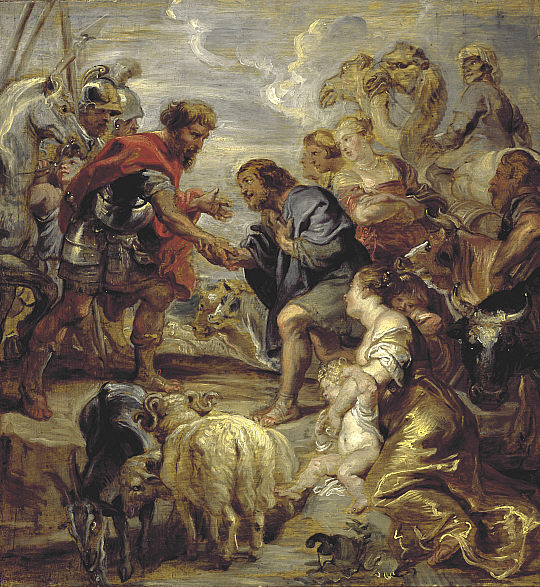
Peter Paul Rubens, A Reconciliação de Jacó e Esaú, 1624

Gênesis 32-33 fala do eventual encontro de Jacó e Esaú de acordo com o mandamento de Deus em Gênesis 31: 3 e 32:10 depois que Jacó passou mais de 20 anos com Labão em Padã-Arã. Os dois homens se preparam para o encontro como guerreiros prestes a entrar na batalha. Jacó divide sua família em dois campos, de modo que se um for levado, o outro poderá escapar. Jacó envia mensageiros a Esaú, bem como presentes para apaziguá-lo.
Jacó recebeu o nome de Israel depois de lutar com o Anjo de Deus enquanto ele estava viajando para Esaú.
Após o encontro com o anjo, Jacó atravessa o vau de Jaboque e encontra Esaú, que parece inicialmente satisfeito em vê-lo, atitude de favor que Jacó promove por meio de sua dádiva. Esaú recusa o presente a princípio, mas Jacó se humilha diante de seu irmão e o pressiona a aceitá-lo, o que ele finalmente faz. No entanto, Jacó evidentemente não confia no favor de seu irmão para continuar por muito tempo, então ele dá desculpas para evitar viajar para o Monte Seir na companhia de Esaú, e ele evita ainda mais a tentativa de Esaú de colocar seus próprios homens entre os grupos de Jacó e, finalmente, completa o engano de seu irmão mais uma vez, indo para Sucote e depois para Shalem, uma cidade de Siquém, em vez de seguir Esaú à distância até Seir. A próxima vez que Jacó e Esaú se encontram é no enterro de seu pai, Isaque, em Hebron. A chamada reconciliação é, portanto, apenas superficial e temporária.

## Visões da primogenitura
A narrativa de Esaú vendendo sua primogenitura a Jacó, em Gênesis 25, afirma que Esaú desprezou sua primogenitura. No entanto, também alude a Jacó sendo enganador.
Aos olhos da mãe e do pai de Esaú, o engano pode ter sido merecido. Rebeca mais tarde ajudou Jacó a receber a bênção de seu pai disfarçado de Esaú. Isaque então se recusa a aceitar a bênção de Jacó depois de saber que ele foi enganado, e não dá essa bênção a Esaú, mas, depois que Esaú implora, dá a ele uma bênção inferior.
- Attridge, Harold W. (2006). HarperCollins Study Bible - Student Edition: Fully Revised & Updated. [S.l.]: HarperCollins. ISBN 978-0-06-078684-7 – via Society of Biblical Literature
- Buhl, Frants; Hirsch, Emil G.; Schechter, Solomon (1901). «Esau». In:  Isidore Singer. The Jewish Encyclopedia. 5. [S.l.: s.n.]
- Duffy, Daniel (1909). «Esau». In:  Herbermann, Charles. Enciclopédia Católica (em inglês). 5. Nova Iorque: Robert Appleton Company
- Easton, M. G. (1893). Illustrated Bible Dictionary and Treasury of Biblical History, Biography, Geography, Doctrine, and Literature. Nova Iorque: Harper and Brothers
- Elazar, Daniel J. (n.d.). «Jacob and Esau and the Emergence of the Jewish People». Jerusalem Center for Public Affairs. Consultado em 11 de fevereiro de 2021
- Manns, Frederic (2013). «Jacob and Esau: Rebecca's Children». American Catholic. Cópia arquivada em 24 de dezembro de 2013